# ATRP
ATRP (Atom transfer radical polymerization = polimeryzacja rodnikowa z przeniesieniem atomu) – rodzaj reakcji polimeryzacji o charakterze pseudożyjącym, w którym powstające rodnikowe centrum aktywne jest stabilizowane i kontrolowane przez równowagową reakcję polegającą na przenoszeniu atomu (zwykle halogenu) z udziałem metaloorganicznych kompleksów metali przejściowych. Najczęściej jako inicjator w tej reakcji są stosowane kompleksy miedzi z aminowymi kompleksonami w rodzaju pochodnych EDTA. Stosowane są również kompleksy metaloorganiczne niklu, rodu i rutenu.

## Porównanie ze zwykłą polimeryzacją rodnikową
W typowej reakcji polimeryzacji rodnikowej bardzo trudno jest kontrolować średnią masę cząsteczkową powstającego polimeru, ze względu na to, że ma ona charakter czysto statystyczny. Nie ma też możliwości zatrzymania reakcji na określonym etapie. Centra rodnikowe powstają bardzo szybko i po kilkuset, a nawet kilku tysiącach aktów wzrostu łańcucha, w pewnym, przypadkowym momencie ulegają reakcjom ubocznym, które powodują ich zanik. Z kolei, tzw. polimeryzacje żyjące, w których te reakcje uboczne zostały wyeliminowane, mogły mieć przed wynalezieniem ATRP tylko charakter anionowy lub kationowy. Wiele monomerów nie podlega jednak reakcjom polimeryzacji jonowych, ponadto zapewnienie żyjącego charakteru reakcjom jonowym wymaga stosowania bardzo restrykcyjnych warunków – idealnie czystych substratów i rozpuszczalnika, a także idealnie czystej aparatury.
Zaletą ATRP jest to, że jest to reakcja wolnorodnikowa, która z wielu względów jest preferowana w przemyśle w stosunku do reakcji jonowych, a ponadto nie wymaga stosowania idealnie czystego środowiska reakcji i jest dość odporna na zanieczyszczenia. Wadą ATRP jest natomiast konieczność stosowania kompleksów metali przejściowych, których oddzielenie od produktu końcowego jest dość kłopotliwe.
Reakcja ta została po raz pierwszy opublikowana przez Krzysztofa Matyjaszewskiego i Jin-Shan Wanga w 1995 roku.

## Mechanizm reakcji
ATRP jest reakcją polimeryzacji łańcuchowej. Jak w każdej tego rodzaju reakcji występują tu zatem etapy inicjowania i propagacji (wzrostu łańcucha). Terminacji zapobiega jednak proces równowagowej aktywacji i dezaktywacji zachodzący na końcu rosnących łańcuchów polimeru:

Mechanizm kluczowego etapu ATRP: P_{n} – wzrastający łańcuch polimeru o stopniu polimeryzacji = n, M^{y}L – związek kompleksowy, z ligandami L i metalem centralnym M pozostającym na stopniu utlenienia y, X – atom halogenu, Mon – cząsteczka monomeru.

W równowadze tej po lewej stronie znajduje się nieaktywna forma rosnącego polimeru (Pn-X, gdzie X – atom halogenu) oraz kompleks metalu przejściowego ([MyL], gdzie M = metal przejściowy na stopniu utlenienia "y", L = ligandy), zaś po prawej stronie znajduje się aktywna forma polimeru (Pn*) oraz kompleks metalu przejściowego na o jeden wyższym stopniu utlenienia ([XMy+1L]). Aktywna forma polimeru (Pn*) ulega wzrostowi na skutek cyklu powtarzających się reakcji propagacji z monomerem (Mon). Reakcja aktywacji-dezaktywacji ma w istocie charakter redoks, w której atom centralny zmienia stopień utlenienia z y do y+1 lub na odwrót na skutek przeniesienia atomu halogenu (X) z końca rosnącego polimeru do wolnego związku kompleksowego.
Aby cały proces prowadził do otrzymania polimeru o oczekiwanym stopniu polimeryzacji, równowaga reakcji aktywacja-dezaktywacja musi być paradoksalnie silnie przesunięta w stronę dezaktywacji, dzięki czemu w układzie jest mało aktywnych centrów reakcji, a zatem powstaje mniej, ale za to bardzo długich łańcuchów polimeru. Dodatkowo, nieaktywna forma polimeru stanowi rodzaj "magazynu" centrów reakcji. Gdy np. jedno z centrów ulegnie przypadkowej terminacji na skutek kontaktu z zanieczyszczeniami obecnymi w układzie, jest ono natychmiast odtwarzane w wyżej przedstawionej reakcji równowagowej. Dzięki temu cały proces jest stosunkowo odporny na zanieczyszczenia.
Od równowagi wyżej przedstawionej reakcji bezpośrednio zależy stopień polimeryzacji otrzymanego polimeru. Czym równowaga jest bardziej przesunięta w stronę dezaktywacji tym otrzymuje się polimery o wyższej średniej masie cząsteczkowej. Równowagą tą można sterować zarówno poprzez dobór odpowiedniego metalu (M), odpowiedniego zestawu ligandów (L) jak i również za pomocą doboru stężenia wyjściowego inicjatora ([MyL]).

## Praktycznie zastosowania
ATRP może być stosowane do kontrolowanej, pseudożyjącej polimeryzacji wielu, choć nie wszystkich monomerów winylowych, m.in. do większości akrylanów, akrylonitrylu, monomerów zawierających grupy hydroksylowe, a także przy zastosowaniu specjalnych inicjatorów także do monomerów apolarnych. Wszystkie te monomery można również otrzymywać na drodze "zwykłej" polimeryzacji rodnikowej, jednak przy pomocy ATRP uzyskuje się lepszą kontrolę nad średnią masą cząsteczkową i znacznie niższe indeksy polidyspersji
Znacznie większe znaczenie ma jednak możliwość syntezy ściśle zdefiniowanych kopolimerów, zarówno naprzemiennych, blokowych, gradientowych jak i szczepionych. Istnieje też możliwość stosunkowo prostej syntezy kopolimerów o budowie przypominającej gwiazdę, szczotkę, a także makrocząsteczek o budowie podobnej do dendrymerów.
ATRP umożliwia też wprowadzanie rozmaitych grup funkcyjnych do polimerów, w różnych miejscach ich łańcuchów głównych – zarówno na końcach, jak i w ściśle ustalonych miejscach w odgałęzieniach bocznych. Umożliwia to otrzymywanie makromonomerów, stosowanych do np. otrzymywania nanokompozytów (hydrożeli, membran, elastomerów, nanopianek itp) o zaplanowanej z góry budowie molekularnej.